# 诺伊恩布罗克
诺伊恩布罗克是德国石勒苏益格－荷尔斯泰因州的一个市镇。总面积14.32平方公里，总人口655人，其中男性330人，女性325人（2011年12月31日），人口密度46人/平方公里。